# Hidalgo del Parral (kommun)
Hidalgo del Parral (även kallad Parral, kort och gott) är en kommun i Mexiko.   Den ligger i delstaten Chihuahua, i den nordvästra delen av landet, 1 100 km nordväst om huvudstaden Mexico City. Antalet invånare är 107 061. Arean är 1 751 kvadratkilometer.
Terrängen i Hidalgo del Parral är kuperad.
Följande samhällen finns i Hidalgo del Parral:

Kommunens läge i delstaten.

- Hidalgo del Parral
- Comunidad San Andrés
- Ninguno CERESO
- Maclovio Herrera
- Guillermo Baca
- La Esmeralda
- El Posadeño